# روبن كلارك (كيميائي)
روبن كلارك (بالإنجليزية: Robin Clark)‏ هو كيميائي نيوزيلندي، ولد في 16 فبراير 1935 في رانجورا في نيوزيلندا، وتوفي في 6 ديسمبر 2018.